# Hyper-Solo-Gesellschaft
Die sogenannte Hyper-Solo-Gesellschaft ist ein Phänomen der japanischen Gegenwartskultur. Im Jahr 2017 konstatierte der japanische Trendforscher und Projektleiter (Solo Activity Men Research Project Leader, Hakuhodo Inc.) Arakawa Kazuhisa die Hyper-Solo-Gesellschaft. Wie andere Ergebnisse von Erhebungen, die für das Jahr 2035 voraussagen, dass die Hälfte der japanischen Bevölkerung – aufgrund des rapide abnehmenden Interesses an Heirat und Familiengründung – alleinstehend sein wird, prognostiziert der bei einer großen Werbeagentur beschäftigte Arakawa eine signifikante Vereinzelung der japanischen Gesellschaft. Nach offiziellen Schätzungen sind ca. 39 Prozent der Japanerinnen und Japaner betroffen. Den Befund unterstützen die Ergebnisse des Ipsos Global Happiness Report 2024 – hier belegt Japan unter den 30 Teilnehmerländern nahezu durchgehend die unteren Plätze, vor allem in Bezug auf die Zufriedenheit in diversen zwischenmenschlichen und privaten Beziehungen sowie in puncto körperliche Gesundheit und mentales Wohlbefinden.
Durch die Tendenz zur Vereinzelung und die befürchteten negativen Folgen für die Produktivität und die Bevölkerungsreproduktion des Landes sah sich die Regierung Japans, die nach britischem Vorbild 2021 zunächst als einschlägigen Minister Sakamoto Tetsushi berufen hatte, im April 2024 zum Erlass eines Gesetzes zur Eindämmung von Einsamkeit genötigt. Deutschland schloss sich den japanischen (und englischen) Maßnahmen 2023 mit einer Strategie gegen Vereinsamung an.

## Demographie, Kapitalismuskritik und Post-Anthropozän
Man attestiert Japan die Charakteristiken einer „Postwachstumsgesellschaft“, die der an der Berliner Humboldt-Universität promovierte und aus marxistischer Perspektive argumentierende Philosoph Saitō Kōhei 斎藤幸平 in seinem wachstumskritischen Bestseller Hito-shinsei no `shihonron` 人新世の「資本論」(Kapitalismus im Anthropozän; dt. als Systemsturz. Der Sieg der Natur über den Kapitalismus, 2023; engl. Slow Down: The Degrowth Manifesto, 2024) behandelt. Die japanische Verweigerung der Reproduktion, die man im Übrigen auch sehr prägnant in der zeitgenössischen Literatur thematisiert (z. B. bei Murata Sayaka), erscheint in diesem Licht begrüßenswert und führt im Hyper-Solo-Szenario letztlich zum Post-Anthropozän, welches manchen Diskutanten ebenfalls willkommen ist.

## Vereinzelung als Thema der japanischen Gegenwartskultur
Nachdem seit geraumer Zeit der Hikikomori (ひきこもり) als Soziotyp weltweit bekannt und sogar literarisiert bzw. auf der Bühne inszeniert wurde, entstanden im Bereich der neuen Medien verschiedene Präsentationen zum Thema solo leben, in denen das Single-Dasein als Positivum betrachtet wird. Der Mensch ohne Anhang genießt große Freiheit und erlebt seine Ungebundenheit als Entlastung von zwischenmenschlichen Verpflichtungen, die in einer nach wie vor normierten, kollektivistischen Gesellschaft wie Japan oft als bedrückend empfunden werden können.

## FallbeispielAnagura otoko no monogatari
Anagura otoko no monogatari 穴ぐら男の物語 (Geschichten eines Mannes aus seiner Zimmerhöhle) ist ein japanischer YouTube-Kanal, der am 16. November 2022 gegründet wurde. Im August 2024 zählt der Kanal über 76.000 Abonnenten. Der Kanalinhaber bedient sich des Pseudonyms Anagura otoko (Anagura Man) und filmt sein minimalistisches, entschleunigtes Leben in Slow-Down-Manier. Bei Anagura Man, auch Anagura san genannt, handelt es sich um einen 40-jährigen Junggesellen, der in Teilzeit in einem Udon-Restaurant arbeitet. Nebenbei widmet sich der Single seiner eigenen Videoproduktion. Anagura san wohnt in einer älteren günstigen Wohnung japanischer Bauart (alte Immobilie aus den 1960er-Jahren, das Bad befindet sich in einem separaten Gebäude und das WC wird geteilt; die Miete liegt bei 25.000円, ~154,65 €; Stand 20. August 2024) und nimmt die Zuschauerschaft in seinen bewusst limitierten Alltag mit. Die Videos zeigen, wie er Aufgaben wie Putzen, Kochen oder Gartenarbeit erledigt. Anagura san verarbeitet dabei das alltägliche Tun performativ-künstlerisch als eine Reihe konzentriert-immersiver Handlungen, in denen der Ausführende ganz bei sich ist, bzw. entwirft die Lebensphilosophie des zeitgenössischen japanischen Einsiedlers im Zeichen eines neo-zennistischen Ideals.

## Einordnung des japanischen Trends zur Einsamkeit
Bewerten also soziologische und sozialpsychologische Einschätzungen ebenso wie die Regierung den Trend zur Vereinzelung negativ, gibt es zahlreiche Stimmen, die dem Lebensstil der sozialen Isolation (Stichwort ikikata 生き方) positive Seiten abgewinnen. Man strebt danach, dem temporeichen, reizüberfluteten Stadtleben mit seinem konsumistischen Primat zu widerstehen, und besinnt sich auf Ruhe, Langsamkeit und eine beinahe meditative Alltäglichkeit zurück, womit man wie Anagura san scheinbar eine vormoderne Weltsicht (jp. sôanshumi, „Hüttenideal“, Bezug auf Kamo no Chômeis 鴨長明 Text Hôjôki 方丈記) gegen Konsumismus, Überforderung und Übermüdung in Stellung bringt.